# Feliciano Antônio Benjamim
Feliciano Antônio Benjamim foi um militar e político brasileiro.
Foi governador do Ceará, de 6 a 28 de abril de 1891. Foi tenente-coronel de engenheiros comandante da Escola Militar do Ceará.